# Шойбулак
Шойбула́к — село в Медведевском районе Марий Эл Российской Федерации, административный центр Шойбулакского сельского поселения.

## География
Шойбулак находится в 16 км на северо-восток от райцентра пгт Медведево и в 10 км на север от города Йошкар-Ола. Через село проходит федеральная автомобильная дорога Р176 «Вятка».
По территории села протекает река Шоя.
Высота над уровнем моря 113 м.

## История
Село Шойбулак образовано слиянием деревень Шойбулак, Шоямбал и Щепетково, до 1925 года они упоминаются отдельно, в 1934 году в описаниях селений Марийской области значится только село Шойбулак.
В 1900 году в Шойбулаке на средства прихожан и купца Н. И. Кириллова была построена деревянная Троицкая церковь. В 1940 году церковь была закрыта, здание передали школе.

## Население
| 2010 | 2011  | 2012  | 2013  | 2014  |
| ---- | ----- | ----- | ----- | ----- |
| 1283 | ↘1240 | ↗1253 | ↗1264 | ↗1281 |

Национальный состав на 1 января 2014 г.:
| Национальность | Численность, чел. | Доля   |
| -------------- | ----------------- | ------ |
| всего          | 1281              | 100 %  |
| Марийцы        | 978               | 76,3 % |
| Русские        | 274               | 21,4 % |
| Татары         | 14                | 1,1 %  |
| Чуваши         | 6                 | 0,5 %  |
| другие         | 9                 | 0,7 %  |

## Инфраструктура
Улично-дорожная сеть села частично имеет асфальтовое покрытие. Село газифицировано. Имеется централизованное водоснабжение и водоотведение.
Имеются продовольственные магазины.
В селе располагается Племзавод «Шойбулакский» — одно из крупнейших сельскохозяйственных предприятий Республики Марий Эл, занимающееся выращиванием зерна, разведением свиней и крупного рогатого скота.
Учреждения культуры и образования
- Шойбулакский центр культуры;
- Шойбулакская сельская библиотека;
- Шойбулакская средняя общеобразовательная школа;
- Шойбулакский детский сад «Колосок».

Здравоохранение
- Шойбулакская участковая больница — структурное подразделение Медведевской центральной районной больницы.

Спорт
- Футбольный стадион «Акпатыр»[10][11].

## Люди, связанные с селом
- Васильев Николай Ксенофонтович (1918—1982) — советский военнослужащий. В годы Великой Отечественной войны — заместитель командира эскадрильи 240 гвардейского бомбардировочного авиационного полка дальнего действия, гвардии капитан.
- Трушкова Екатерина Георгиевна (1932—2006) — бригадир, начальник овцеводческого комплекса совхоза «Шойбулакский». Лауреат Государственной премии СССР.